# Stanley Roman
Stanley Roman (ur. 4 czerwca 1941 w Punalur) – indyjski duchowny rzymskokatolicki, biskup Quilon w latach 2001–2018.

## Życiorys
Święcenia kapłańskie otrzymał 16 grudnia 1966 i został inkardynowany do diecezji Quilon. W następnym roku został proboszczem w Charumoode, zaś w 1968 wyznaczono go na prefekta studiów w diecezjalnym niższym seminarium. W 1978 został dyrektorem Kerala Catholic Students’League. Od 1996 pracował w seminarium w Alwaye jako ojciec duchowny, zaś rok później objął urząd rektora tejże uczelni.

### Episkopat
16 października 2001 papież Jan Paweł II mianował go biskupem diecezji Quilon. 16 grudnia tegoż roku przyjął sakrę biskupią z rąk swego poprzednika, bp. Josepha Fernandeza,
18 kwietnia 2018 przeszedł na emeryturę.